# Karankajärvi (sjö i Kajanaland)
Karankajärvi är en sjö i Finland. Den ligger i kommunen Kajana i landskapet Kajanaland, i den centrala delen av landet, 500 km norr om huvudstaden Helsingfors. Karankajärvi ligger 153 meter över havet. Den är 4,2 meter djup. Arean är 23,2 hektar och strandlinjen är 2,55 kilometer lång. Sjön  ingår i Uleälvens huvudavrinningsområde.   I omgivningarna runt Karankajärvi växer i huvudsak blandskog.